# Acianthera erosa
Acianthera erosa é uma espécie de orquídea epífita, família Orchidaceae, da República Dominicana, descrita originalmente em 1969 por Garay, cujo exato posicionamento filogenético é incerto, e que já esteve classificada em um gênero, Dondodia, criado apenas para ela. Sabe-se hoje que esta espécie está incluída entre os clados de Acianthera. Trata-se de planta ereta que não chega a quatro centímetros de altura e forma pequenas touceiras aglomeradas, com flores comparativamente muito grandes, com um centímetro de comprimento. Tem caules curtos, com folhas alongadas miudamente denticuladas; inflorescência curta com uma só flor púrpura se abre apenas nas laterais e permanece com os ápices das sépalas colados, como as flores da secção Cryptophorantae de Acianthera. As pétalas são minúsculas e o labelo largo, ovalado e verrucoso com dois calos verrucosos no disco.

## Publicação e sinônimos
- Acianthera erosa (Garay) ined..

Sinônimos homotípicos:
- Cryptophoranthus erosus Garay, J. Arnold Arbor. 50: 462 (1969).
- Pleurothallis cymbiformis Dod, Moscosoa 3: 101 (1984).
- Acianthera cymbiformis (Dod) Pridgeon & M.W.Chase, Lindleyana 16: 243 (2001), nom. superfl.
- Specklinia erosa (Garay) Luer, Monogr. Syst. Bot. Missouri Bot. Gard. 95: 260 (2004).
- Dondodia erosa (Garay) Luer, Monogr. Syst. Bot. Missouri Bot. Gard. 105: 86 (2006).